# Carreau du Temple
Carreau du Temple je bývalá tržnice v Paříži. Nachází se v ulici Rue Eugène-Spuller ve 3. obvodu. Byla postavena v roce 1863 a od roku 2014 slouží jako sportovní a kulturní prostor. Budova je od roku 1982 chráněná jako historická památka. Název budovy odkazuje na bývalý templářský chrám.

## Historie
Na místě se už ve středověku nacházel trh. Od 16. století zde byli zlatníci. Do roku 1789 se zde pořádal třídenní jarmark, kde se prodávaly kožešiny a látky, a byl zde také trh s potravinami. V letech 1788–1790 zde architekt Pérard de Montreuil postavil první budovy s krytou galerií tvořenou 44 arkádami, která se nazývala Rotonde. Tržnice byla prodána v roce 1797 a stala se trhem s obnošeným šatstvem. V letech 1809–1811 architekt Jacques Molinos postavil mezi Rotunde a Rue du Temple čtyři dřevěné přístřešky. Budova byla v letech 1863–1865 přestavěna a vznikly dvě stavby ze skla a litiny o rozloze 8600 m² a 4700 m², oddělené 15 m širokým průchodem. V roce 1904 se zde konal první Foire de Paris. O rok později byly čtyři haly zbourány a zbývající dvě přestavěny.
V roce 1976 chtěl starosta 3. obvodu Jacques Dominati oblast strhnout a vybudovat zde parkoviště. Na základě protestní petice nebyl projekt realizován. Od roku 1982 je budova památkově chráněna. Tržnice však byla postupem doby opuštěna.
V roce 2001 vyhlásil nově zvolený pařížský starosta Bertrand Delanoë záměr budovu kompletně obnovit, což odsouhlasila pařížská rada. V roce 2007 se konala architektonická soutěž architekt Jean-François Milou. V přízemí vznikl sál se 250 sedadly. 1600 m² je věnováno sportovním účelům a výstavám. V roce 2009 proběhl archeologický výzkum. V roce 2013 byl prostor poprvé otevřen pro veřejnost u příležitosti Bílé noci. Oficiální inaugurace proběhla 20. února 2014.